# Vorarefili
Vorarefili (ofte forkortet til vore ) er en parafili karakteriseret ved det erotiske ønske om at blive indtaget af, eller personligt at indtage en anden person eller skabning, eller en erotisk tiltrækning af spiseprocessen i almen praksis.    Vore fantasier er adskilt fra seksuel kannibalisme, fordi det levende offer normalt sluges hel.  Ordet vorarephilia er afledt af det latinske vorare (at " sluge"), og oldgræsk φιλία ( philía , " kærlighed ").

## Media
Normalt involverer vorarefile fantasier, at en konsumer (nogle gange kaldet et rovdyr/predator eller pred) indtager et eller flere ofre (nogle gange kaldet bytte/pray) på en eller anden måde. Da vorarefile fantasier normalt ikke kan udleves i virkeligheden, kommer de ofte til udtryk i historier eller tegninger, der deles på internettet. 
Vore nydes oftest gennem billeder, historier, videoer og videospil, og det kan forekomme i mainstream medier. Vore kan involvere mennesker, dyr, drager, kæmpe slanger og andre skabninger, ægte eller fiktive.  I nogle tilfælde kan vorarefili overlappe med makrofili lige som at det kan kombineres med andre parafilier.  Bortset fra makrofili har vore fantasier ofte temaer som BDSM, mikrofili, graviditetsfetichisme, antropomorfiske dyr og seksuel kannibalisme. 

## Variationer
Der er flere variationer af fantasien, som ofte ændrer måden, offeret indtages på.
Typisk når offeret indtages oralt, bliver det portrætteret som blød vore; offeret sluges hel og kommer ind i offerets mave, hvorefter enten opbevares sikkert der eller bliver fordøjet indeni.  Hvis offeret holdes sikkert (også kendt som endo vore), kan offeret i sidste ende slippes ud ved opstød, hvorimod hvis fordøjelsen sker, bliver offeret dræbt, men kan på magisk vis blive reformeret, dette er dog ikke altid tilfældet.
På den anden side er der den mindre almindeligt sete hårde vare, som består i, at offeret bliver tygget og revet i stykker af Konsumeren, efterfulgt af en mere grufuld skildring af fordøjelsen. Denne kombination ender næsten altid i offerets død. 
Størrelsen af Konsumeren og/eller offeret kan også variere. Makro/mikro vore består af enten et skrumpet offer eller en kæmpe konsumer, muligvis en kombination af begge, det ses også med omvendt fortegn.  Vore af samme størrelse eller større offer er mere almindeligt, og ofte beskrives eller vises konsumerens forstørrede mave med stor omhu. 
Bortset fra typiske orale vore, er der masser af underkategorier. Anal vore består af, at offeret indtages gennem anus i stedet for munden og ind i maven. Unbirth er indtagelse af et offer gennem skeden . Cock vore er, når offeret bliver suget ind i penis (som kan afbildes som oprejst og overdrevent stor) og leveres til pungen, hvor den kan omdannes til sæd, eller maven i sjældne tilfælde. Brystvore består i, at offeret bliver suget ind i brysterne, hvor det kan omdannes til modermælk . Udover disse vigtigste anførte, er der mange andre underkategorier, der måske er mindre almindelige, men de svarer alle mere eller mindre til, at et offer bliver indtaget gennem en konsumers åbning af en eller anden art. 

## Forskning
En casestudieanalyse forbandt fantasien med seksuel masochisme og foreslog, at den kunne være motiveret af et ønske om at fusionere med et mere magtfuldt væsen eller permanent undslippe ensomhed.  Uden kendt behandling for vorarefiler, der føler sig dårligt tilpas med deres seksualitet, har psykologer ved Torontos Center for Addiction and Mental Health anbefalet at prøve at "tilpasse sig, i stedet for at ændre eller undertrykke" den seksuelle interesse.  Medicin til reduktion af libido kan anvendes, hvis det skønnes nødvendigt. 

## eksterne links
- Wikimedia Commons har flere filer relateret til Vorarefili